# Do re mi
Do re mi – debiutancki album zespołu Jorrgus wydany w 2008 roku w firmie fonograficznej Green Star. Płyta zawiera 14 piosenek, w tym dwa remixy oraz dwa bonusy piosenek "Zimna jak głaz" oraz "Telegram", w którym śpiewał z zespołem Time. Z tego albumu pochodzą największe hity zespołu między innymi "Chcę mieć żonę" i "Do re mi". Do piosenek "Do re mi", "Chcę mieć żonę", "Mama ci mówiła" i "Magia lata" zostały nagrane teledyski.

## Lista utworów
1. "Do re mi"
2. "Baw się i całuj"
3. "Mój anioł"
4. "Bo tak już mam"
5. "Chcę mieć żonę"
6. "Moje życie"
7. "Nic się nie dzieje"
8. "Mama ci mówiła"
9. "Gdzie dzisiaj jesteś?"
10. "Magia lata"
11. "Impreza"
12. "Chodź ze mną"
13. "Moje życie" (remix)
14. "Do re mi" (remix)
15. "Zimna jak głaz" (remix)
16. "Telegram (Hej listonoszu)" (remix)